# دزدان دریایی بربر

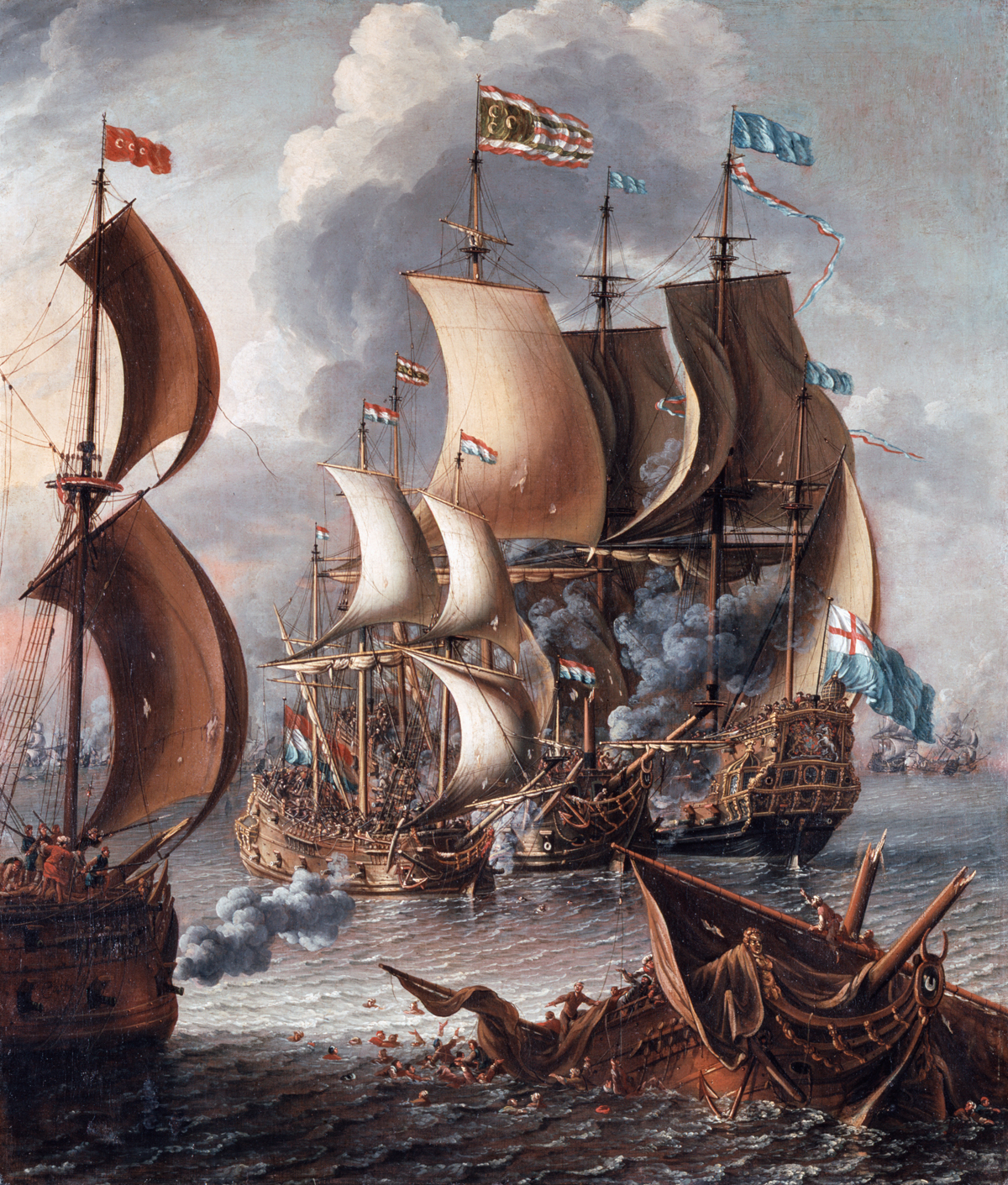
نبرد دریایی با دزدان بربر، ۱۶۸۱

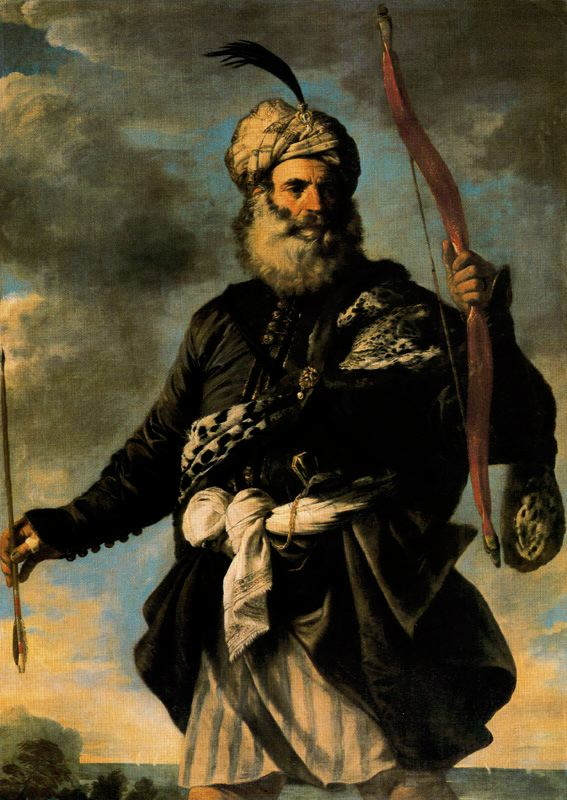
یک دزد دریایی بربر، نقاشی شده توسط فرانسیسکو مولا ۱۶۵۰

دزدان دریایی بربر که گاه با نام دزدان دریایی عثمانی نیز خوانده می‌شوند دزدان دریایی بودند که از طریق سواحل شمالی آفریقا به کشتی‌ها حمله می‌کردند. پایگاه این دزدان در شهرهای سلا، رباط، الجزیره، تونس و طرابلس قرار داشت. محل اصلی فعالیت این دزدان دریای مدیترانه و غرب آفریقا بود برخی شواهد حاکی از آن است که این دزدان حتی تا آمریکای جنوبی و از شمال تا ایسلند نیز پیشروی کرده بودند.
آن‌ها علاوه بر دزدی دریایی به مسلمانان در حمله به شهرها و روستاهای اروپاییان مسیحی نیز کمک می‌کردند از این میان می‌توان به حمله به ایتالیا، فرانسه، اسپانیا، پرتغال، جزایر کوچک بریتانیا، هلند و ایسلند اشاره کرد.
هدف اصلی آن‌ها از حمله به مسیحیان گرفتن برده و فروش آن‌ها در بازارهای برده عثمانی و بازارهای عربی برده در خاورمیانه و شمال آفریقا بود.
شروع فعالیت این دزدان را از زمان فتح ایبری توسط مسلمانان و اوج قدرت آن‌ها را قرن ۱۷ که دوران اوج برده داری بود می‌دانند. در آن دوران الجزیره، تونس و طرابلس زیر سلطه امپراتوری عثمانی بود و به شکل حکومت خود مختار و تحت نام ایالت بربر اداره می‌شد
بربرها هزاران کشتی را غارت کردند و بارها به شهرهای ساحلی اروپا حمله کردند در نتیجه ساکنان روستاهای ساحلی در سواحل اسپانیا و ایتالیا مجبور به ترک املاک خود می‌شدند. این دزدان تا قرن ۱۹ام به عنوان  یکی از معضلات مناطق ساحلی به‌شمار می‌رفتند. بین سال‌های ۱۵۸۰ تا ۱۶۸۰ بربرها ۸۵۰٬۰۰۰ نفر و از ۱۵۳۰ تا ۱۷۸۰ میلادی ۱٬۲۵۰٬۰۰۰ نفر را به بردگی گرفتند. گفته می‌شود برخی از این دزدان یاغی یا تغییر دین داده‌های اروپایی بودند. بارباروس خیرالدین پاشا و دریاسالار عثمانی بود که در قرن ۱۶ الجزیره و تونس را تصرف کرد از او به عنوان یکی از بدنام‌ترین دزدان دریایی بربر یاد می‌شود. در حدود سال ۱۶۰۰ دزدان دریایی اروپایی تکنیک‌های پیشرفته کشتی‌رانی و کشتی سازی را به دزدان بربر آموختند این آموزه‌ها به آن‌ها کمک کرد که به فعالیت در اقیانوس اطلس نیز بپردازند. دوران اوج دزدان بربر قرن ۱۷ بود.
با آغاز به کار نیروهای دریایی قدرتمند و جدید اروپاییان در اواخر قرن ۱۷ و مبارزات وسیع آن‌ها با دزدان دریایی بربر قلمرو آن‌ها در اواخر این قرن روبه کاستی نهاد. با این وجود سواحل و شهرهای ساحلی اروپاییان به دلیل عدم وجود نیروی حفاظتی قدرتمند تا اوایل قرن ۱۹ام از حملات دزدان دریایی بربر رنج می‌بردند. در پی جنگ‌های ناپلئونی و برگزاری کنگره وین در سال ۱۸۱۴–۱۵ قدرت‌های اروپایی برای مبارزه گسترده با دزدان بربر به توافق رسیدند. سرانجام بعد از جنگ‌های بربری که بین ایالات بربر و ایالات متحده آمریکا رخ داد و تصرف الجزیره توسط فرانسه سلطه دزدان بربر بر دریاها پایان یافت.